# خایمه پاس سامورا
خایمه پاس سامورا (اسپانیایی: Jaime Paz Zamora‎؛ زادهٔ ۱۵ آوریل ۱۹۳۹) کارشناس سیاسی و سیاستمدار اهل بولیوی است.